# Галактозамін
Галактозамін - органічна речовина, що є аміновуглеводом, похідним галактози.

Галактозамін

Вперше був виділений з хрящової тканини. У вільному вигляді не зустрічається.
Входить до складу глікопротеїнів, хондроїтинсульфатів, гангліозидів, гліколіпідів мікобактерій у вигляді N-ацетилгалактозаміну.
Входить до складу хрящової тканини.
Галактозамін є сильною основою, добре розчинний у воді, оптично активний.